# Verlag + Agentur Werner Symanek
Die Verlag + Agentur Werner Symanek, bekannt als VAWS, ist ein Verlag und Plattenlabel aus Oberhausen mit Verlagsanschrift in Duisburg. Der Verlag wurde vom deutschen Verfassungsschutz als rechtsextremistisch eingestuft.

## Geschichte
Über die Gründung der Verlag + Agentur Werner Symanek, kurz VAWS, gibt es divergierende Angaben. Im Handbuch Rechtsradikalismus, herausgegeben von Bernd Wagner und Thomas Grumke, wird die Gründung in die Mitte der 1980er Jahre gelegt. Das apabiz datiert die Gründung dagegen auf das Jahr 1992. Laut Alfred Schobert zog der Verlag 1993 von Gladbeck nach Bingen am Rhein und später nach Duisburg.
Josef Maria Klumb arbeitete „zeitweilig“ für die VAWS, bezeichnete diese Tätigkeit jedoch als „unbedeutend“. Das Autorenkollektiv Ingo Taler hingegen unterstellt eine Freundschaft zwischen Klumb und Symanek. Mehrere Werke von Klumbs Bands Circle of Sig-Tiu, Forthcoming Fire und Von Thronstahl erschienen auf dem Label, und er war für die Zusammenstellung zweier Tonträger verantwortlich. Zudem musste Josef Maria Klumb 1998 aus der Band Weissglut aussteigen, weil das Nachrichtenmagazin Der Spiegel seine Mitarbeit öffentlich machte. Eine Verleumdungsklage gegen das Nachrichtenmagazin wurde später von Klumb zurückgezogen.

## Angebot
Der Verlag konzentriert sein Programm auf Bücher, die Geheimdienste, Politskandale und Verschwörungstheorien zum Inhalt haben. Das Musikprogramm richtet sich vornehmlich an die Schwarze Szene. 1998 erschien die Feindflug-Maxi-CD I./ST.G.3 auf dem Label. Neben mehreren Veröffentlichungen von Bands aus dem Umfeld von Josef Maria Klumb veröffentlichte der Verlag mehrere Themen-CDs, die sich unter anderem umstrittenen Kulturschaffenden, die auch im Dritten Reich aktiv waren, wie Leni Riefenstahl, Josef Thorak und Arno Breker, widmen.
Mitte der 1990er Jahre verlegte die VAWS die Monatszeitschrift Unabhängige Nachrichten.

## Wahrnehmung als neonazistisches Label
Ingo Taler schreibt in Out of Step, Werner Symanek sei „seit den frühen 1980er-Jahren innerhalb der extremen Rechten aktiv“, und verweist auf dessen Vorsitz der Partei Deutsche Demokratische Volksbewegung (DDVB) ab 1983 und seine „presserechtliche Verantwortung für die Unabhängigen Nachrichten, die seit 1969 als monatliche Publikation der extremen Rechten erscheint [sic!]“. Das Label wurde vom Verfassungsschutz im Bericht 2002 als kleineres rechtsextremes Label mit besonderem Angebot bezeichnet. Der Verfassungsschutz äußerte an jener Stelle:

„Durch spezielle Angebote und Veranstaltungen soll die angebliche Faszination der Ästhetik
des Faschismus und Nationalsozialismus wiederbelebt und so auf kultureller Ebene für rechtsextremistische Auffassungen geworben werden.“

2003 führte der Verlag eine Klage gegen die Gruppierung Grufties gegen Rechts. Die Klage richtete sich gegen den Admin-C des Internetauftritts der Gruppierung. Auf dieser Internetseite werde behauptet, die VAWS würde Tipps „zur Umgehung von Gesetzen gegen Volksverhetzung und rassistische Mordaufrufe“ veröffentlichen. Die Klage wurde zurückgezogen, nachdem das Gericht mehrfach betont hatte, dass eine Klage keinen Erfolg haben würde, da unabhängig von den Inhalten die Aussagen von dem Recht auf Meinungsfreiheit abgedeckt seien.
Teile des Angebots werden als revisionistisch, kriegsverherrlichend und rassistisch bezeichnet. Unter anderem soll der Verlag Schriften von Jan van Helsing, Helena Petrovna Blavatsky, Guido von List, die Tagebücher von Joseph Goebbels, Titel wie Der erzwungene Krieg von David L. Hoggan, sowie NS-UFO-Videos vertrieben haben. Im Verfassungsschutzbericht 2001 wurden die Bücher Ein „Nazi“ in Argentinien und Dr. G. – Meister der Propaganda von Wilfred von Oven, einem früheren Mitarbeiter von Joseph Goebbels, „exemplarisch genannt“.

## Belege
1. ↑  Rechtsextremismus: Vertriebe. Ministerium für Inneres und Kommunales des Landes Nordrhein-Westfalen, archiviert vom Original (nicht mehr online verfügbar) am 19. Januar 2015; abgerufen am 25. April 2021.
2. ↑  Offizielle Website. Abgerufen am 23. Januar 2011.
3. 1 2  Bundesministerium des Innern (Hrsg.): Verfassungsschutzbericht 2002. Berlin 2003, S. 106.
4. 1 2 3 4  Verlag und Agentur Werner Symanek (VAW). In: Thomas Grumke, Bernd Wagner (Hrsg.): Handbuch Rechtsradikalismus. Leske + Budrich, Opladen 2002, ISBN 3-8100-3399-5, S. 455–457 (online).
5. ↑  Apabiz e.V.: Verzeichnis RechtsRock-Label. In: Christian Dornbusch, Jan Raabe (Hrsg.): Rechtsrock – Bestandsaufnahme und Gegenstrategien. reihe antifaschistischer texte (rat)/Unrast-Verlag, Hamburg/ Münster 2002, ISBN 3-89771-808-1, S. 463.
6. ↑  Alfred Schobert: Rechter "Kulturkampf": VAWS in Mülheim. Duisburger Institut für Sprach- und Sozialforschung, abgerufen am 22. Januar 2012.
7. 1 2  Ingo Taler: Out of Step. Hardcore-Punk zwischen Rollback und neonazistischer Adaption. reihe antifaschistischer texte/UNRAST-Verlag, Hamburg/Münster 2012, ISBN 978-3-89771-821-0, S. 170.
8. 1 2  VAWS bei Discogs
9. 1 2  Stephan Lindke: Der Tabubruch von heute ist der Mainstream von morgen. In: Andreas Speit (Hrsg.): Ästhetische Mobilmachung: Dark-Wave, Neofolk und Industrial im Spannungsfeld rechter Ideologien. Münster 2002, ISBN 3-89771-804-9, S. 245–249.
10. ↑  Im rechten Licht. In: Der Spiegel. Nr. 22, 2000 (online).
11. 1 2  Till Stoppenhagen: Grufties nicht tot zu kriegen. Die Tageszeitung, 28. März 2003, abgerufen am 23. Januar 2012.
12. ↑  Jan Raabe, Andreas Speit, Christian Dornbusch: Synergie-Effekte. In: Andreas Speit (Hrsg.): Ästhetische Mobilmachung: Dark-Wave, Neofolk und Industrial im Spannungsfeld rechter Ideologien (= Reihe antifaschistischer Texte). Münster 2002, ISBN 3-89771-804-9, S. 204 (Inhalt).
13. ↑  Stefan von Hoyningen-Huene: Religiosität bei rechtsextrem orientierten Jugendlichen. LIT Verlag, Münster 2003, S. 100.
14. ↑  Bundesministerium des Innern (Hrsg.): Verfassungsschutzbericht 2001. Berlin 2002, S. 130 (bmi.bund.de (Memento vom 11. Januar 2012 im Internet Archive) [PDF]).